# Главный бронированный форт 49 ¼ Грембалув
 Главный бронированный форт 49 ¼  Грембалув (пол. Fort pancerny główny 49 ¼ Grębałów) — бывшее фортификационное сооружение, один из фортов Краковской крепости. Возле форта находится Грембаловское кладбище и трамвайная петля «"Wzgórza Krzesławickie". Памятник культуры Малопольского воеводства.
Форт был построен в 1899 году по проекту Мауриция Бруннера. Оригинальная конструкция форта состоит из четырёх огневых позиций, защищающих вход на территорию с фронта. Бронированные казематы защищали фланговое наступление противника с востока. Капонир был огорожен природным оврагом и имел подземный проход, соединяющий его с фортом. 
Форт использовался во время Первой мировой войны во время так называемой первой битвы за Краков. Во время этой битвы форт имел 4 восьмисантиметровые пушки М. 94 калибром 76, 45 см. В состав форта входили 5 офицеров и 184 солдат.
С 1919 по 1939 год был элементом Оборонительной линии по защите Кракова. Во время Второй мировой войны немцы его использовали в качестве склада. В 1944 году был включён Вермахтом в систему обороны Кракова под названием «Линия Генриха».
В 1988 году форт был передан Обществу поощрения физической культуры «Konika», которое занималось реабилитацией детей-инвалидов. 
9 марта 1989 форт был внесён в реестр памятников культуры Малопольского воеводства (№ А-801).
В настоящее время форт используется для образовательных целей.